# Валя-Салчієй (комуна)
Валя-Салчієй (рум. Valea Salciei) — комуна у повіті Бузеу в Румунії. До складу комуни входять такі села (дані про населення за 2002 рік):
- Валя-Салчієй (402 особи) — адміністративний центр комуни
- Валя-Салчієй-Кетун (109 осіб)
- Модрень (359 осіб)

Комуна розташована на відстані 130 км на північний схід від Бухареста, 38 км на північ від Бузеу, 94 км на захід від Галаца, 96 км на схід від Брашова.

## Населення
За даними перепису населення 2002 року у комуні проживали 870 осіб. Усі жителі комуни рідною мовою назвали румунську.
Національний склад населення комуни:
| Національність | Кількість осіб | Відсоток |
| -------------- | -------------- | -------- |
| румуни         | 864            | 99,3%    |

Склад населення комуни за віросповіданням:
| Релігія     | Кількість осіб | Відсоток |
| ----------- | -------------- | -------- |
| православні | 855            | 98,3%    |
| адвентисти  | 15             | 1,7%     |